# JFJ O
Die dänische Baureihe JFJ O waren Rangier-Dampflokomotiven der Jysk-Fyenske Jernbaner (JFJ) mit der Achsfolge B n2t. Sie waren bezüglich Bauart und Aussehen ungewöhnliche Lokomotiven.

## Geschichte
Seit Ende der 1860er Jahre war der Hafen von Århus mit dem Schienennetz verbunden. In den ersten Jahren wurden Pferde für den Transport der Wagen verwendet. Jedoch waren die Steigungen im Gelände so groß, dass teilweise drei Pferde für einen Güterwagen verwendet werden mussten. Zudem war der Hafen nur über eine sehr enge Brücke erreichbar.
JFJ ahnte, dass durch weitere Expansion der Rangierbetrieb im Hafen anwachsen würde und ging das Problem mit der Bestellung von Rangierdampflokomotiven beim Lokhersteller Alexander Chaplin & Co. in Glasgow in Schottland an. Diese Firma hatte sich ab 1855 auf die Herstellung von stationären Dampfmaschinen mit stehendem Kessel spezialisiert und ein Patent entwickelt, diesen in Dampflokomotiven einzusetzen. Die Herstellerfirma hatte eine Serie von 22 Lokomotiven aufgelegt und so wurde beschlossen, zwei dieser Lokomotiven zu kaufen.
Für die Finanzierung wurde, wie in der damaligen Zeit in Dänemark nicht unüblich, das Budget einer anderen Strecke, der Bahnstrecke Randers–Aalborg, herangezogen.
Im Oktober 1869 wurden die beiden Lokomotiven angeliefert, konnten jedoch nicht sofort in Betrieb genommen werden. Sie waren mit einer Messingglocke sowie einer Dampfpfeife ausgestattet. Die örtliche Polizei befürchtete, dass bei Gebrauch der Pfeife die Pferde von Fuhrwerken scheuen würden. Lange wurde um die Genehmigung gerungen, während in dieser Zeit nur einige Testfahrten im Bahnhofsgelände durchgeführt werden konnten. Zudem wurden Versuchsfahrten auf der Steigung zwischen Århus und Hasselager absolviert.
Ergebnis dieser Versuche war, dass die für den Hafen von Århus beschaffte L 1 zwölf PS hatte, während die für Randers gekaufte L 2 nur neun PS leistete und für den dortigen Einsatz zu schwach war.
Im November 1869 wurde auf Betreiben des Bahndirektors Niels Henrik Holst, dem späteren Generaldirektor der Danske Statsbaner, mit Mitgliedern der Hafenverwaltung, der Polizei und des Stadtrates Probefahrten im Hafen vorgenommen, um die Auswirkungen des Betriebs auf Pferdefuhrwerke festzustellen. Es stellte sich heraus, dass die Pferde überhaupt keine Regung auf den Lokomotivbetrieb zeigten. So wurde einige Wochen später eine vorläufige Betriebserlaubnis für einen Monat erteilt. In dieser Zeit konnten die Vorteile des Lokomotivbetriebs erkannt werden, da nach der unbeabsichtigten Lösung einer Kupplung zwischen Wagen und Pferd ein Wagen über eine geöffnete Klappbrücke fuhr und in einen Lastkahn stürzte.
Die Betriebsleitung hatte die Probleme mit der Zulassung mit der Bitte um Unterstützung an das Innenministerium in Kopenhagen gemeldet. Dieses erteilte eine generelle Zulassung unter folgenden Voraussetzungen: keine Verwendung der Dampfpfeife, dafür oft läuten, um die Straßenbenutzer zu warnen sowie die Ausrüstung der Lokomotiven mit starken Bremsen. Letzte Anforderung war der Betrieb "med størrere Hurtighed end 1 Miil i Timen", (deutsch "mit einer Höchstgeschwindigkeit von einer Meile pro Stunde") – umgerechnet mit maximal 7,532 km/h.
Unter diesen Bedingungen wurde der Lokomotive L 1 im Januar 1870 der Dauerbetrieb im Hafen genehmigt, während L 2 statt auf der Strecke in der Werkstatt zum Einsatz kam. Die Lokomotiven waren beim Personal nicht sehr beliebt.
Im Frühjahr 1872 wurde die erste Eisenbahnfähre zwischen Fredericia und Strib eröffnet. Die Übergangsbrücken von der Straße zum Schiff waren aus Holz und daher nicht für die Belastung mit einer normalen Dampflokomotive geeignet. Daher entschied JFJ, zwei weitere Exemplare der Rangierlokomotiven zu bestellen, so dass auf jeder Seite des Lillebælt eine Lokomotive stationiert werden konnte. Diese wurden noch 1872 geliefert. Allerdings waren sie sehr schnell zu schwach, obwohl Lokomotiven der stärkeren Ausführung mit zwölf PS beschafft wurden. 1883 wurden neuer Fähranleger gebaut, wodurch ab diesem Zeitpunkt die Baureihe M eingesetzt werden konnte.
Danach wurde die Holzverkleidung der Lokomotiven durch Bleche ersetzt. Vom Personal und der Bevölkerung erhielten sie den Spitznamen kaffemøllerne (deutsch Kaffemühle). Da sie für den normalen Einsatz zu schwach waren, wurden sie in untergeordneten Diensten an verschiedenen Standorten verwendet, darunter in Nykøbing Mors, Frederikshavn und Randers.

## Verbleib
Alle vier Lokomotiven wurden zwischen 1884 und 1886 ausgemustert. L 1 wurde 1884 bei einer Auktion für 300 Kronen an einen Unternehmer verkauft, der die Lok zwischen 1888 und 1889 beim Bau der neuen Befestigung Vestvolden in Kopenhagen benutzte.

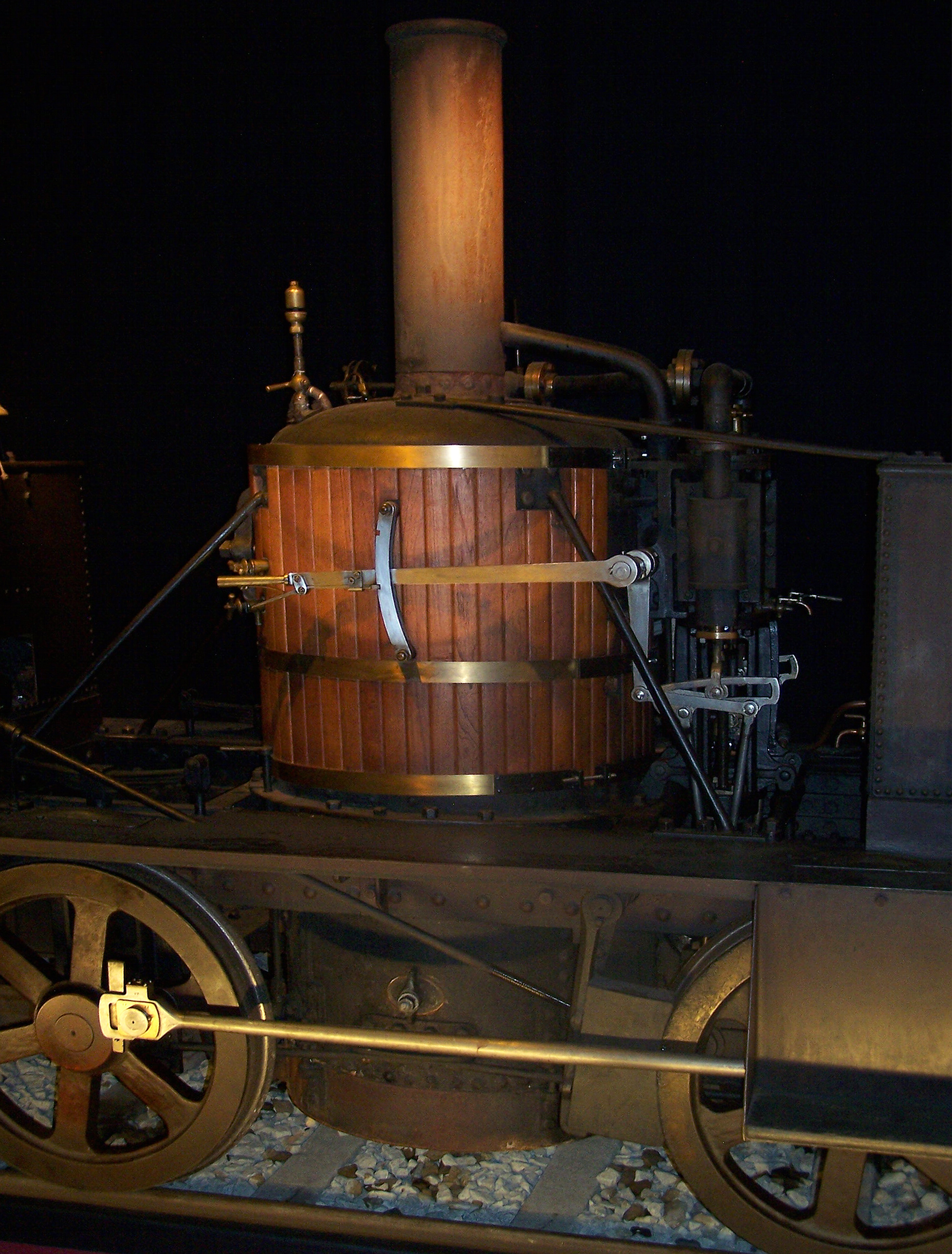
Kessel der JFJ O L 2

Die L 2 wurde von 1884 bis 1928 als stationäre Dampfmaschine eingesetzt. 1929 erfolgte eine Rekonstruktion mit Hilfe von verbliebenen Originalteilen. Heute hat die Lokomotive den Spitznamen Gamle Ole, der vorwiegend außerhalb Dänemarks Verwendung findet. Es ist eine Abwandlung eines weiteren Spitznamens, der zu Zeiten des Betriebs benutzt wurde. Damals wurde die Maschine El Ole genannt und später nur Ole, nach einem berühmten Tänzer aus Spanien, der damals in Dänemark mit einem Tanz namens El Ole auftrat.
In Dänemark wird bei offiziellen Anlässen häufiger die Betriebsnummer JFJ O L 2 benutzt. Sie ist eine der ältesten erhaltenen Dampflokomotiven und die älteste betriebsbereite Lokomotive in Dänemark.
Nach der Restaurierung 1929 wurde sie in Hellerup hinterstellt und 1933 dem Jernbanemuseet zur Verfügung gestellt. Vom 21. Juni bis zum 6. Juli 1947 war die Lok Schaustück bei der 100-Jahr-Feier der Danske Statsbaner in Østerport und dort von 1950 bis 1959 hinterstellt. Im Juli 1959 wurde sie in Østerport öffentlich gezeigt und verblieb bis 1966 im Maschinendepot in København Godsbanegård hinterstellt. 1966 erfolgte die Überstellung von Østerport nach Odense und am 12. Dezember 1968 nach Helsingør, wo sie im dortigen Danmarks Tekniske Museum bis 1988 zu sehen war. Seit 1989 steht sie wieder in Odense, unterbrochen von einem Ausstellungsaufenthalt im Verkehrsmuseum Nürnberg 2010. Seit 2007 ist sie wieder betriebsbereit.
Die L 3 und L 4 wurden nach der Ausmusterung 1886 im gleichen Jahr verschrottet.

## Technische Beschreibung
Die Lokomotive weist Ähnlichkeiten zu dem Design der Novelty auf. Es bestehen jedoch Unterschiede. Der Kessel ist durch seine stehende Bauweise platzsparender als der der Novelty. Er ist ein großer Feuerraum, der direkt in den Schornstein mündet. Das Wasser im Kessel befindet sich kreisförmig um den Brennraum. Die von oben in den Brennraum führenden Wasserrohre werden von den heißen Rauchgasen erhitzt. Der Dampf wird am Kessel oben abgenommen und in die stehenden Zylinder geführt. Die Lokomotive besitzt an beiden Enden Vorratsbehälter für Wasser und Kohle.